# Savigna
Savigna korábbi község (település) Franciaországban, Jura megyében. 2017. január 1-jén Chatonnay, Fétigny és Légna községgel egyesült és Valzin en Petite Montagne új község része lett.
Lakosainak száma 123 fő (2013). Savigna Chambéria, Arinthod, Chatonnay, Fétigny, Légna, Marigna-sur-Valouse és Sarrogna községekkel határos.

## Népesség
A település népessége az elmúlt években az alábbi módon változott:
| Lakosok száma | 137  | 124  | 112  | 118  | 118  | 105  | 114  | 123  |
|               | 1968 | 1975 | 1982 | 1990 | 1999 | 2006 | 2011 | 2013 |